# Nik Software
Nik Software fue una empresa de desarrollo de software fundada en 1995 y en San Diego (California). Esta empresa desarrolló diversos complementos de edición de imagen y herramientas (para programas de edición digital, como Adobe Photoshop) y Snapseed, una aplicación de edición de imagen popular para iOS y Android.
En septiembre de 2012, Nik Software fue comprada por Google. DxO anunció el 25 de octubre de 2017 la adquisición de Nik Colection por parte de Google y desde entonces ha continuado su desarrollo.

## Historia
En 1995 Nik Software (llamado originalmente Nik Multimedia) fue fundado por Nils Kokemohr en Hamburgo. Nik Software se enfocaba en la fotografía digital y el diseño gráfico. El equipo de Nik Software desarrolló Nils Efex! y Nils Type Efex!, estos eran una combinación  de acciones y texturas de Photoshop. En 1999 Michael J Slater ingresó en Nik Software como director general de la empresa. Dirigió la empresa desde una pequeña empresa de desarrollo de software a una empresa de investigación de software y desarrollo.
Nik Software fue, hasta que Google la compró, una empresa privada mantenida por inversores y Nikon, que tenía el 35 % de las acciones en 2010. Nikon invirtió en ellos en 2005. En 2010, la empresa tenía 120 empleados, unos 40 en San Diego donde estaba la sede de la empresa, mientras que el resto estaban en Alemania (principalmente en la sección de ingeniería).
En septiembre de 2012, Nik Software fue adquirido por Google.

## Productos

### Nik Colection
Nik Colection es un conjunto de herramientas de edición de la imagen y complementos de filtro fotográfico para Adobe Photoshop, Adobe Photoshop Elements, Adobe Lightroom y Apple's Aperture.
La colección contenía los siguientes productos:
- Analog Efex Pro: con lentes y cámaras de época.
- Color Efex Pro: paquete de filtros con diversos efectos, como el efecto HDR.
- Dfine: reducción de ruido.
- HDR Efex Pro: programa especializado en procesado de imágenes HDR.
- Sharpener Pro: suavizado de imágenes.
- Plata Efex Pro: conversión en blanco y negro.
- Viveza: Control de color con funciones avanzadas para cambiar contraste y saturación.

La colección fue tasada en 500 dólares, pero tras la compra de Nik por parte de Google se redujo a 150 dólares. El 24 de marzo de 2016, Google anunció que harían gratuita la Nik Collection. El 30 de mayo de 2017, Google anunció no tenía intención de actualizar la Nik Collection ni de añadir características nuevas con el tiempo. El 25 de octubre de 2017, DxO anunció la adquisición de activos de Nik Collection de Google.
Snapseed es un editor de imágenes para iOS y Android. Nik Software también vendió versiones de escritorio de Snapseed para MacOS y Windows.

### Capture NX
Capture NX es un editor de fotos independiente codesarrollado por Nik Software y Nikon, publicado en 2006. En 2008 se publicó una nueva versión del programa, Capture NX 2.